# Réseau de l'Alpe
Le réseau de l'Alpe est le plus grand réseau souterrain des Alpes françaises et le troisième en France en développement. Il est situé dans le massif de la Chartreuse au sud du mont Granier, entre le col de l'Alpe et de l'Alpette. Le réseau s'étend sur deux communes de l'Isère : Sainte-Marie-du-Mont et Chapareillan, ainsi que sur une commune de Savoie : Entremont-le-Vieux. Les prairies et forêts sous lesquelles se développe ce réseau karstique font partie de la réserve naturelle nationale des Hauts de Chartreuse et du parc naturel régional de Chartreuse.

## Historique
La première cavité à être explorée est la grotte du Biolet avant 1947. En juin 1947 et 1948, des équipes avec Pierre Chevalier y atteignent la profondeur de −338 mètres.
En 1964, le collecteur, nommé la Rivière de Jade, est atteint par le spéléo-club de Savoie de Chambéry, ainsi que le siphon terminal  en 1965. Le golet du Tambourin, après un puits de 205 mètres, jonctionne le réseau en 1970.
La grotte aux Ours rejoint le réseau le 12 novembre 1977.
Cette même année, le golin du Tabouret est rattaché au réseau ; le développement passe à 21 638 mètres pour une profondeur de 520 mètres,.
Le gouffre Brutus, placé au milieu du synclinal, donne accès au collecteur en 1981.
Les puits d'entrée du golet de la Combe des Arches se libérent de la glace en 1982 ; cela permet, au spéléo club Savoie, l'exploration et la jonction avec le gouffre Brutus. Le club des tritons de Lyon découvre, également en 1982, le gouffre de la Vache Enragée et réalise une série de jonctions,.
En 1983, une nouvelle cavité est trouvée, le golet de Source Vieille et le collecteur est atteint. Le 15 aout 1984, l'ensemble des gouffres ne forme plus qu'un : le réseau de l'Alpe de 51 042 m pour −602 m.
La plongée du siphon terminal du gouffre de la Combe de l'Arche amène la profondeur à −655 mètres. Le gouffre du Migolet est découvert le 30 décembre 1989 et relié à la rivière de Jade en 1990.
Le dernier accès au réseau est le gouffre du Villaret, cavité développant plus de six kilomètres, jonctionnant en 2004 avec le réseau.

## Description
Le collecteur du réseau peut être suivi en trois tronçons: 
- Grotte du Biolet - gouffre du Berger[13] - golet du Tambourin[14],
- Grotte aux Ours - gouffre de la Vache Enragée[15],[16] - gouffre de Source Vieille[17],
- Gouffre Brutus[18]. - gouffre de la Combe de l'Arche[19].

De nombreuses cavités se situent au fond du synclinal orienté sud-nord : Migolet, Berger, Tambourin, Vache Enragée, Source Vieille, Brutus, Combe de l'Arche.
Deux autres : Biolet et grotte aux Ours, se trouvent sur une vire dans les barres rocheuses au dessus de la vallée des Entremonts.
Les entrées les plus élevées, proches du golet du Pompier, sont sur le versant ouest constitué de dalles de lapiaz.

### Principales entrées

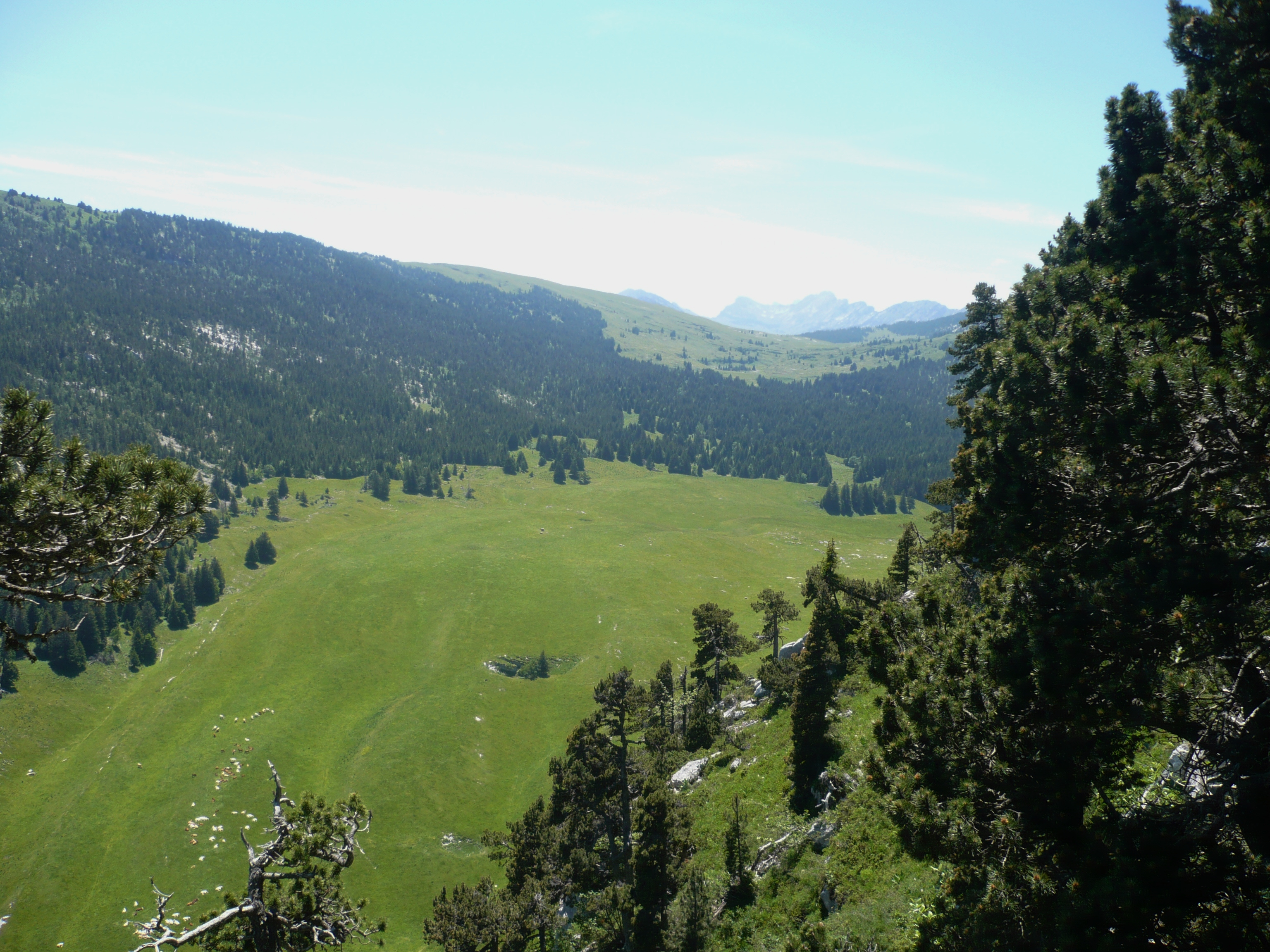
Le vallon de l'Alpe-Alpette vu du nord.

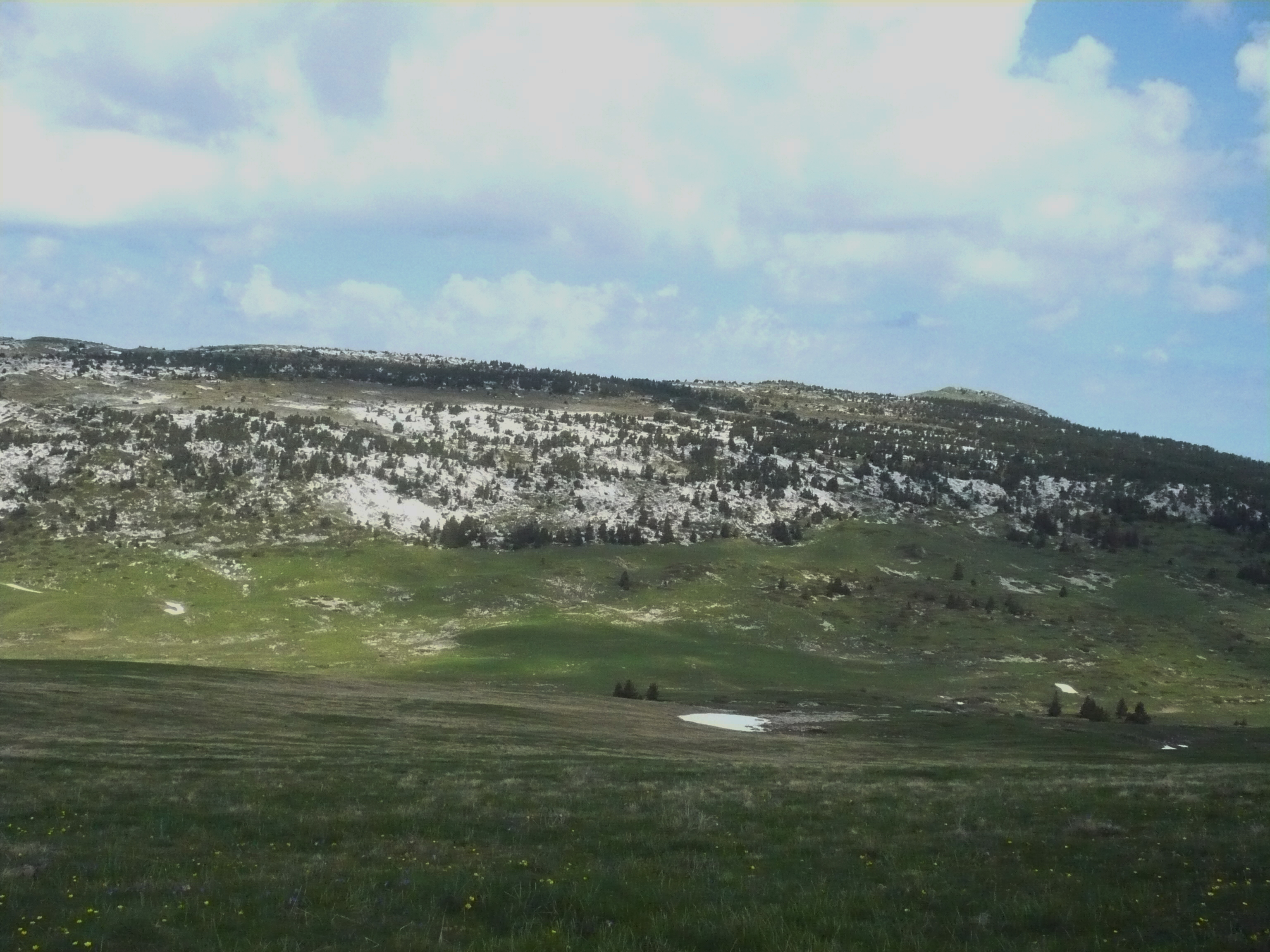
Les lapiaz du versant ouest où se situent les plus hautes cavités.

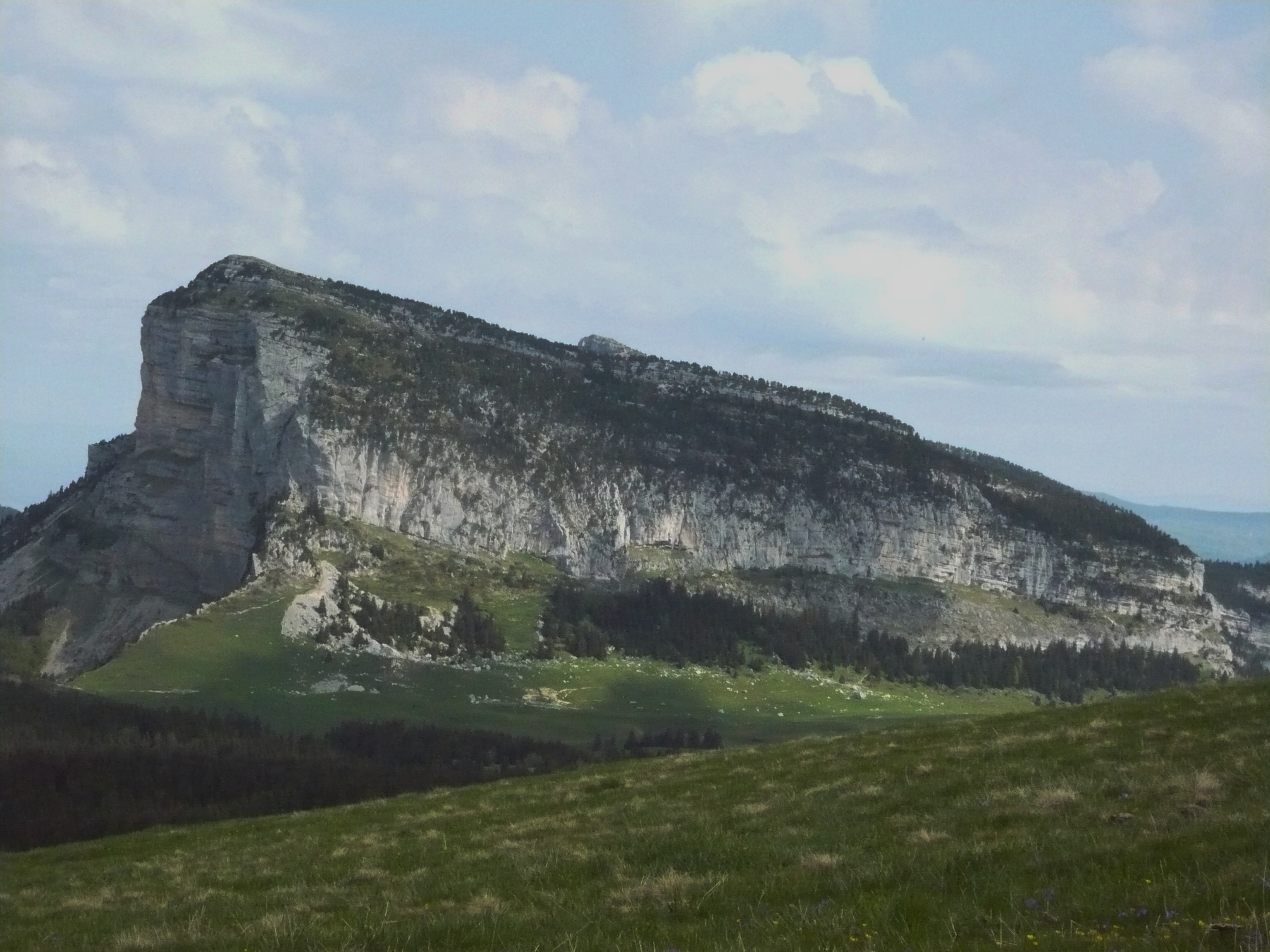
Le mont Granier, limite nord du réseau.

En 2018, le réseau comporte 37 entrées, dont les principales sont :
- Grotte du Biolet : 1 741 m45° 24′ 58″ N, 5° 54′ 06″ E;
- Golet du Tambourin : 1 651 m45° 25′ 07″ N, 5° 54′ 49″ E;
- Gouffre du Broyage : 1 782 m (point 0 du réseau)45° 25′ 34″ N, 5° 54′ 34″ E;
- Grotte aux Ours : 1 761 m45° 25′ 26″ N, 5° 54′ 08″ E;
- Grotte aux Orties : 1 760 m45° 25′ 27″ N, 5° 54′ 09″ E;
- Gouffre Jacquot : 1 766 m45° 25′ 36″ N, 5° 54′ 39″ E;
- Golet du Pompier : 1 737 m45° 25′ 30″ N, 5° 54′ 43″ E;
- Golet du Pompier supérieur: 1 771 m45° 25′ 33″ N, 5° 54′ 37″ E;
- Gouffre Bertah : 1 727 m45° 25′ 32″ N, 5° 54′ 44″ E;
- Grotte Ignorée : 1 736 m45° 25′ 36″ N, 5° 54′ 45″ E;
- Gouffre Brutus : 1 587 m45° 25′ 53″ N, 5° 55′ 07″ E;
- Gouffre de la Combe de l'Arche : 1 546 m45° 26′ 10″ N, 5° 55′ 38″ E;
- Gouffre du Berger alias golin du Tabouret : 1 638 m45° 24′ 50″ N, 5° 54′ 41″ E;
- Gouffre de Source Vieille : 1 611 m45° 25′ 38″ N, 5° 55′ 12″ E;
- Gouffre de la Vache Enragée: 1 633 m45° 25′ 27″ N, 5° 55′ 06″ E;
- Gouffre du Migolet : 1 645 m45° 24′ 44″ N, 5° 54′ 38″ E;
- Gouffre du Villaret : 1 726 m45° 25′ 46″ N, 5° 54′ 50″ E;

## Géologie
La cuvette synclinale perchée Alpe-Alpette se déverse vers le nord-est avec des hautes surfaces lapiazées à l'ouest (Mont Pinet: 1 867 m).
Les puits et méandres se développent dans le calcaire Urgonien et le collecteur dans les marnes Hauteriviennes. La source du Cernon, située à 1 160 m d'altitude à Chapareillan, est la sortie des eaux du réseau de l'Alpe,.
Des anciens collecteurs fossiles ont été mis en évidence dans la grotte du Biolet, ils doivent remonter au Pliocène. Les glaciations quaternaires ont dû creuser les conduits les plus récents,.

## Anecdote
En 1961, deux jeunes filles, monitrices d'une colonie de vacances, décident d'entrer dans la grotte du Biolet pour ressortir à Saint-Pierre d'Entremont. En jupette de scout et petits souliers, munies d'une simple lampe de poche, elles n'hésitent pas à se laisser glisser dans le premier puits de 6 mètres. Elles continuent en ramping, franchissent un puits en faisant le grand écart, se désaltèrent et mangent avant de se résoudre à faire demi-tour. Au village les secours s'organisent mais après deux jours de recherche pas de traces des jeunes filles. Les spéléos appelés en renfort les retrouvent au pied du premier puits qu'elles ne peuvent remonter sans matériel.

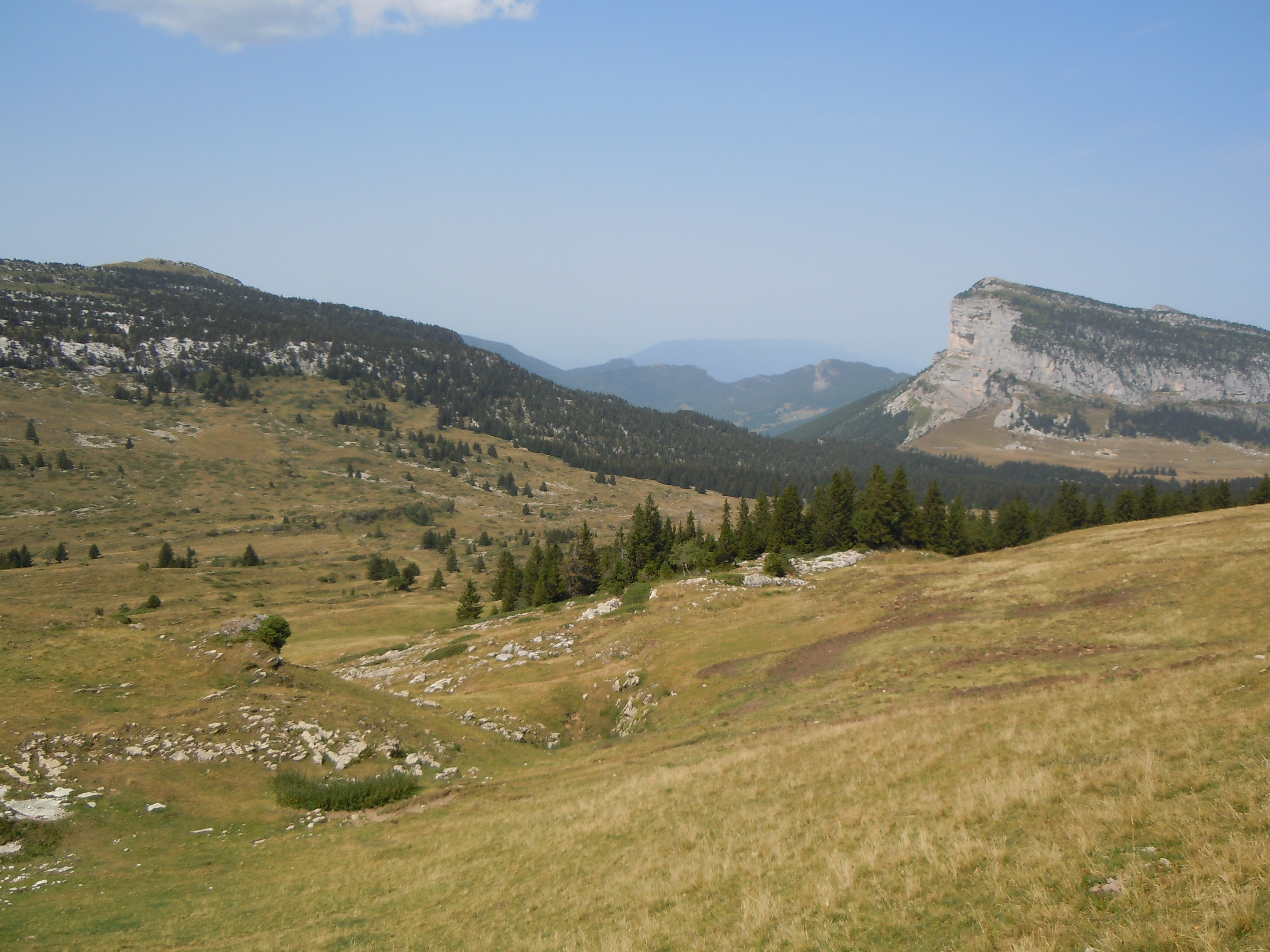
Vue du vallon depuis le col de l'Alpe, le collecteur est 350 à 400 mètres sous les paturages..

## Galerie

Les entrées du réseau
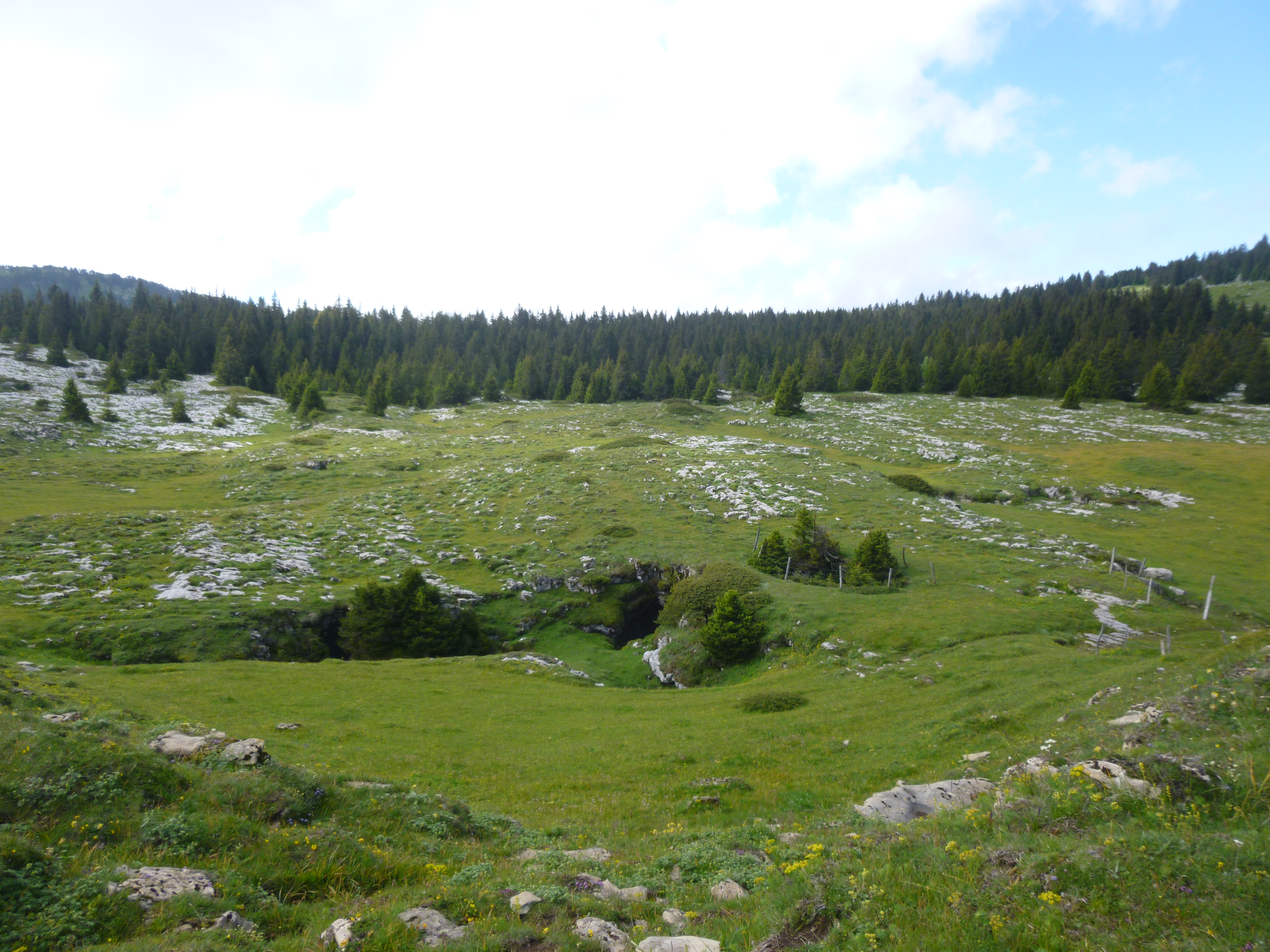
Placé au sud du vallon le gouffre du Berger est l'accès le plus facile à la rivière de Jade du Cernon souterrain.
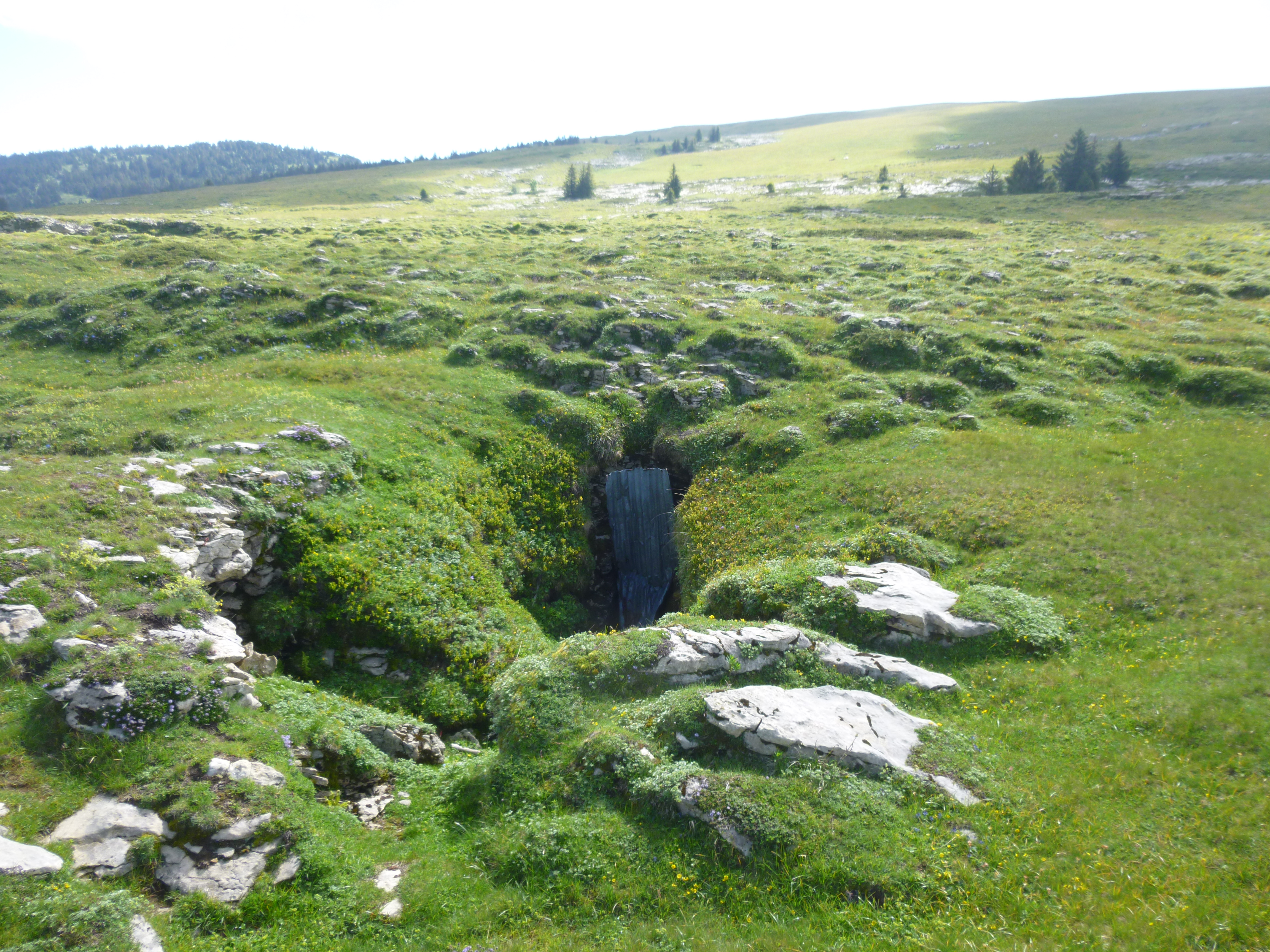
Avec une entrée discrète le Golet du Tambourin est un regard sur le siphon de la rivière de Jade.
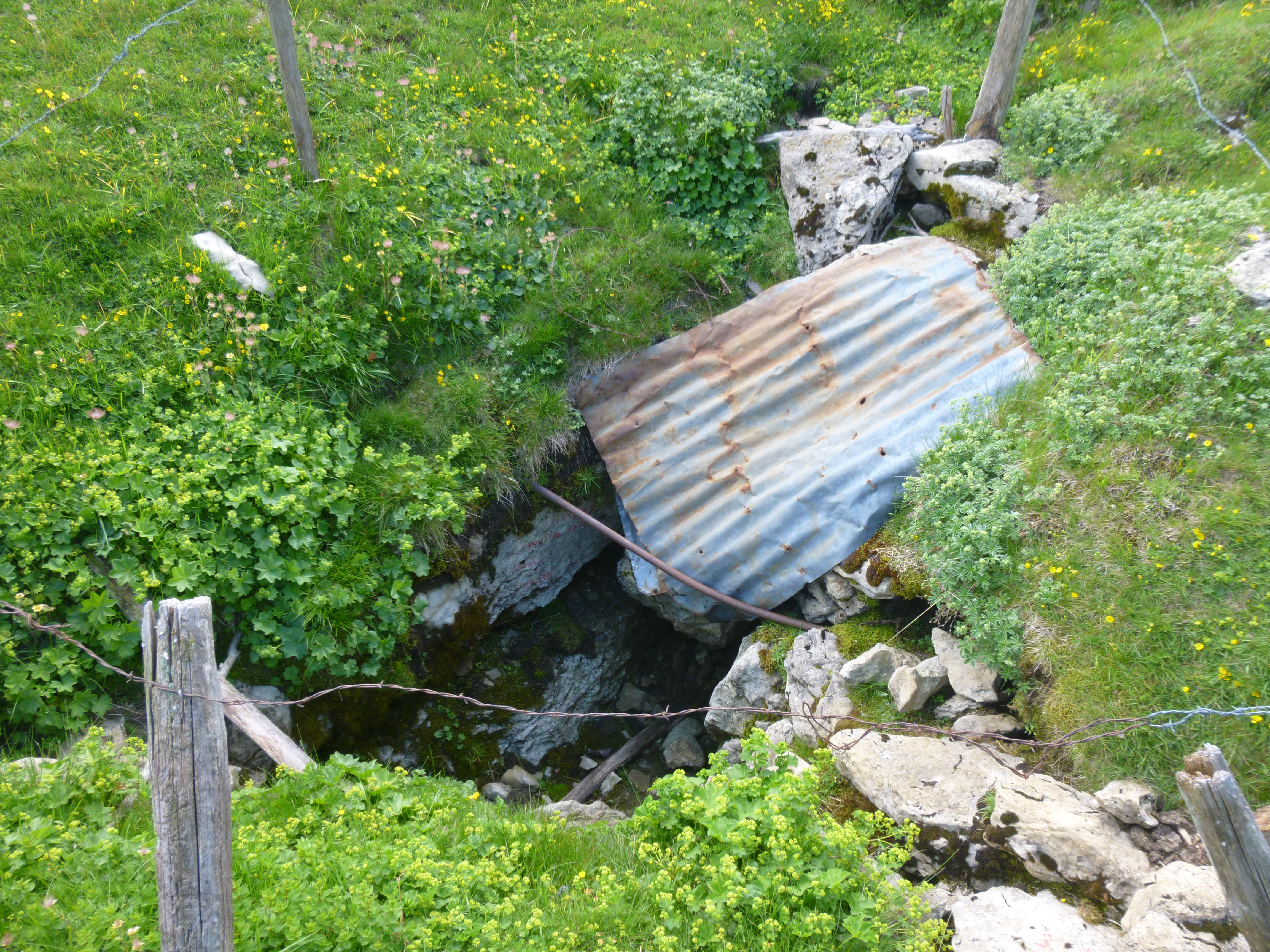
Situé au centre du synclinal le gouffre de la Vache Enragée rejoint le Golet du Pompier et la Grotte aux Ours.
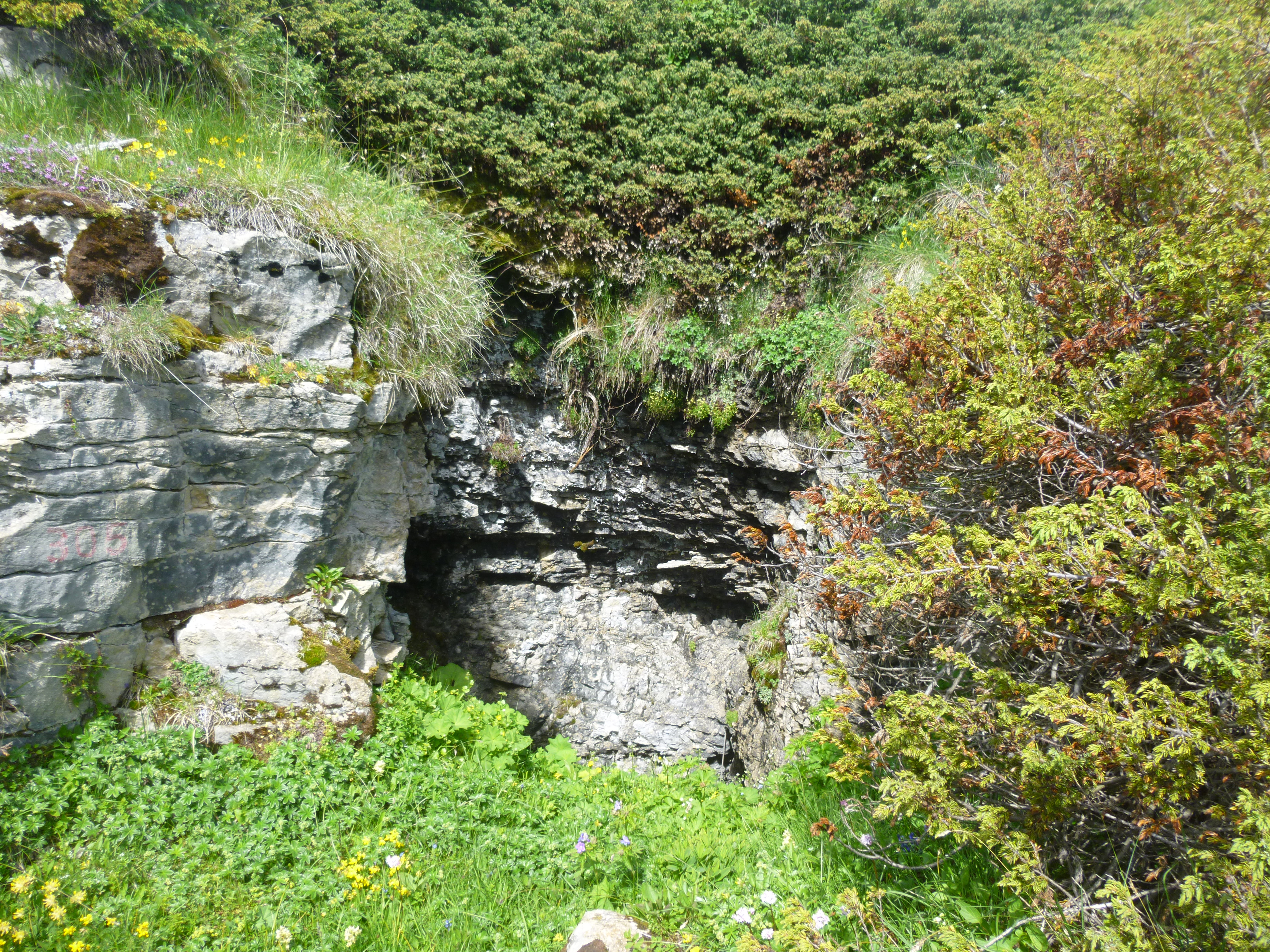
Le gouffre de Source Vieille est l'accès le plus rapide et le plus facile au Cernon souterrain.
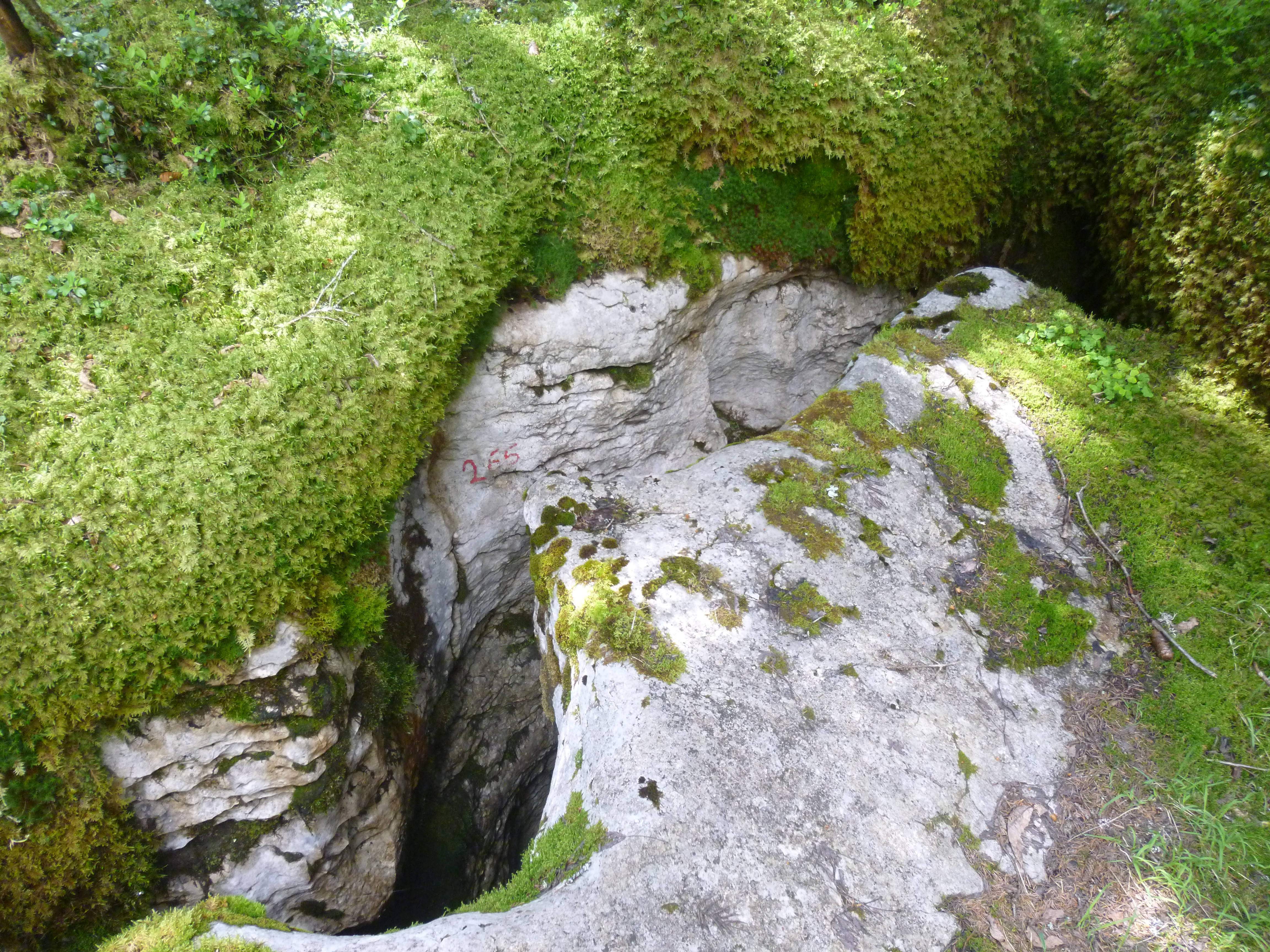
Le gouffre de la Combe de l'Arche donne sur la partie la plus en aval du collecteur.
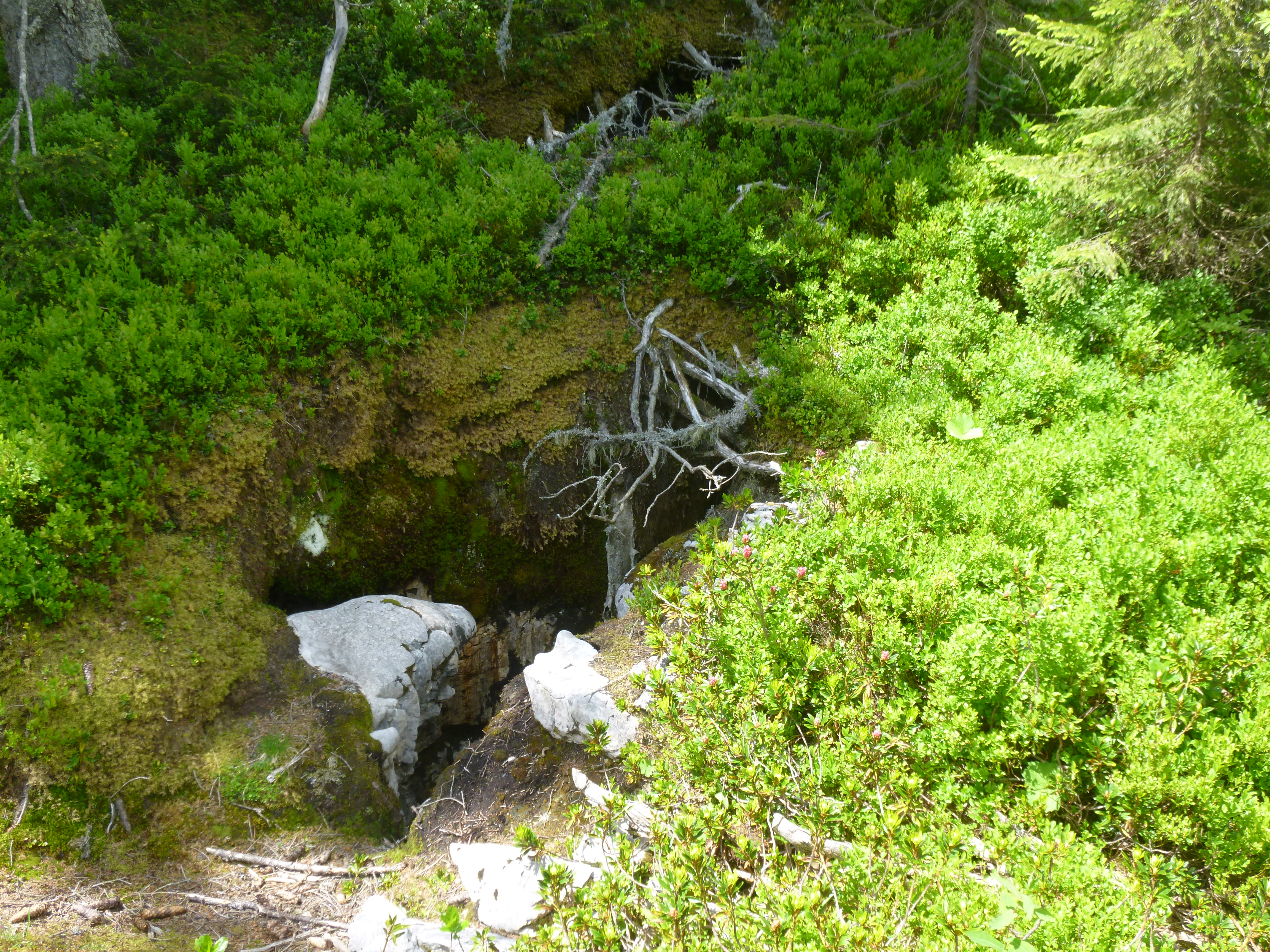
Le gouffre Brutus aboutit au Cernon souterrain en aval de la branche des Ours.
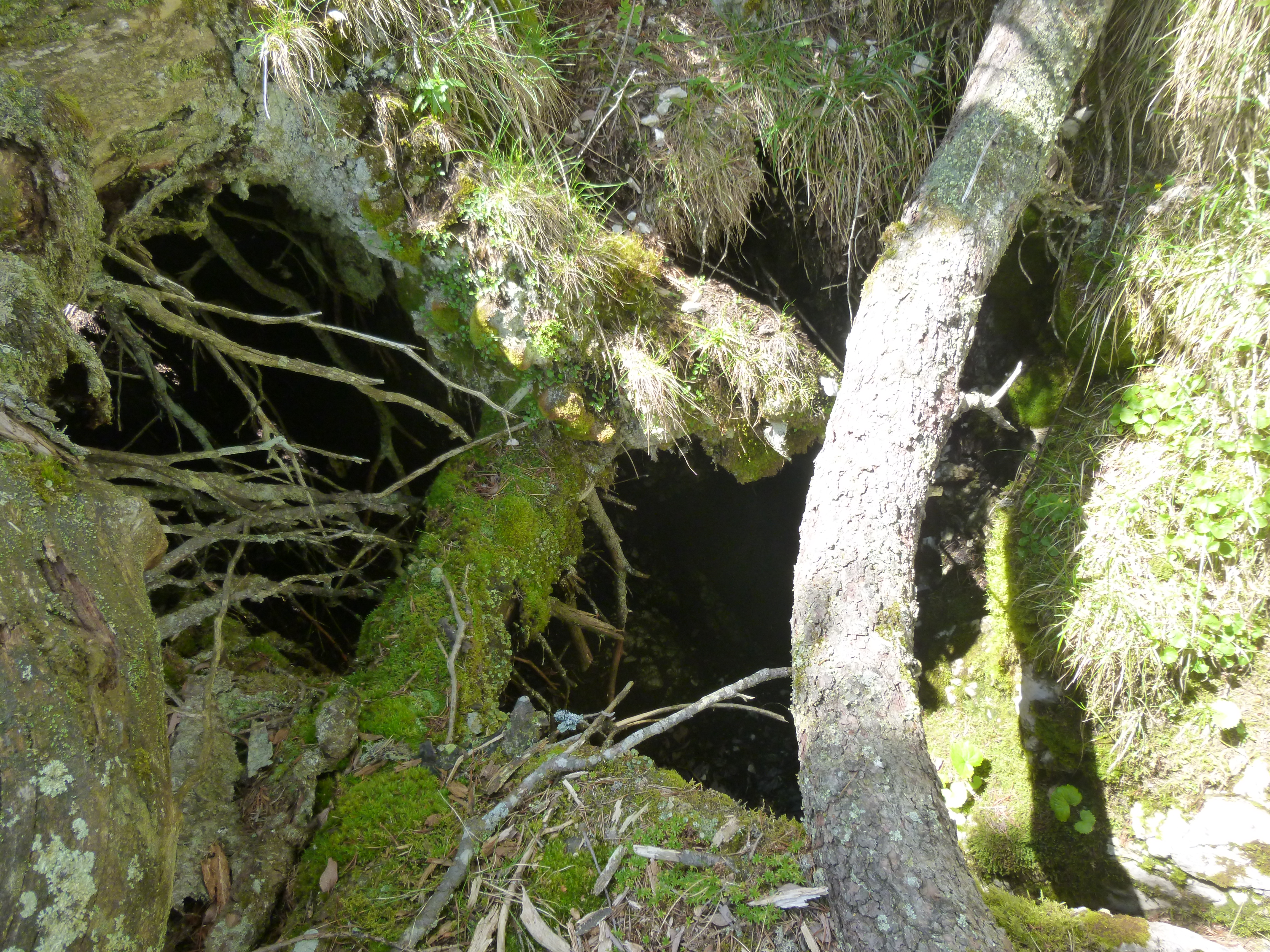
Le Golet Bertah rejoint le Golet du Pompier et présente une grande salle (35x30x8m).
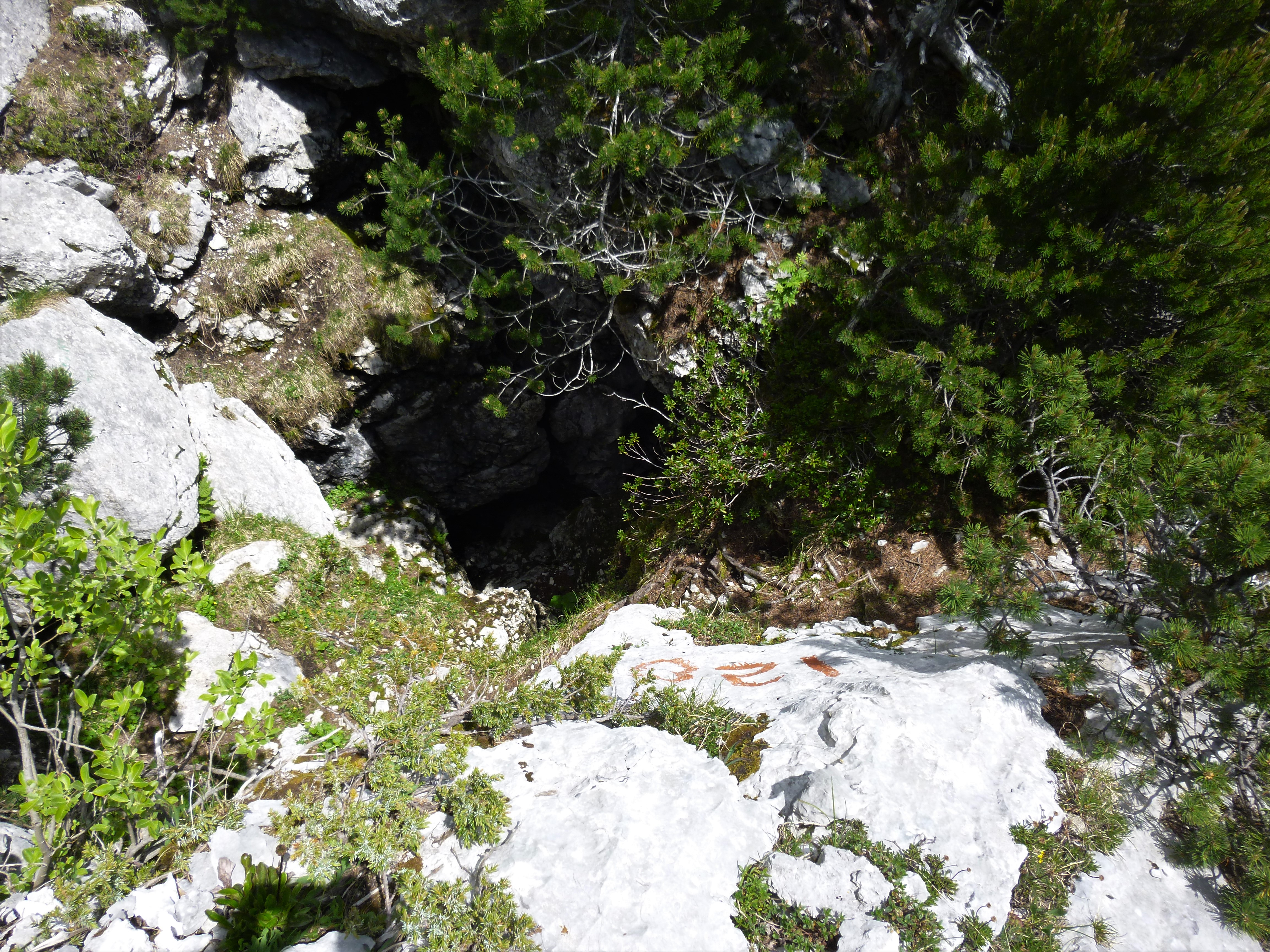
La grotte Ignorée tombe dans la grande salle des Cellules (85 x 60 x 20 m) et est rattachée au Golet du Pompier.
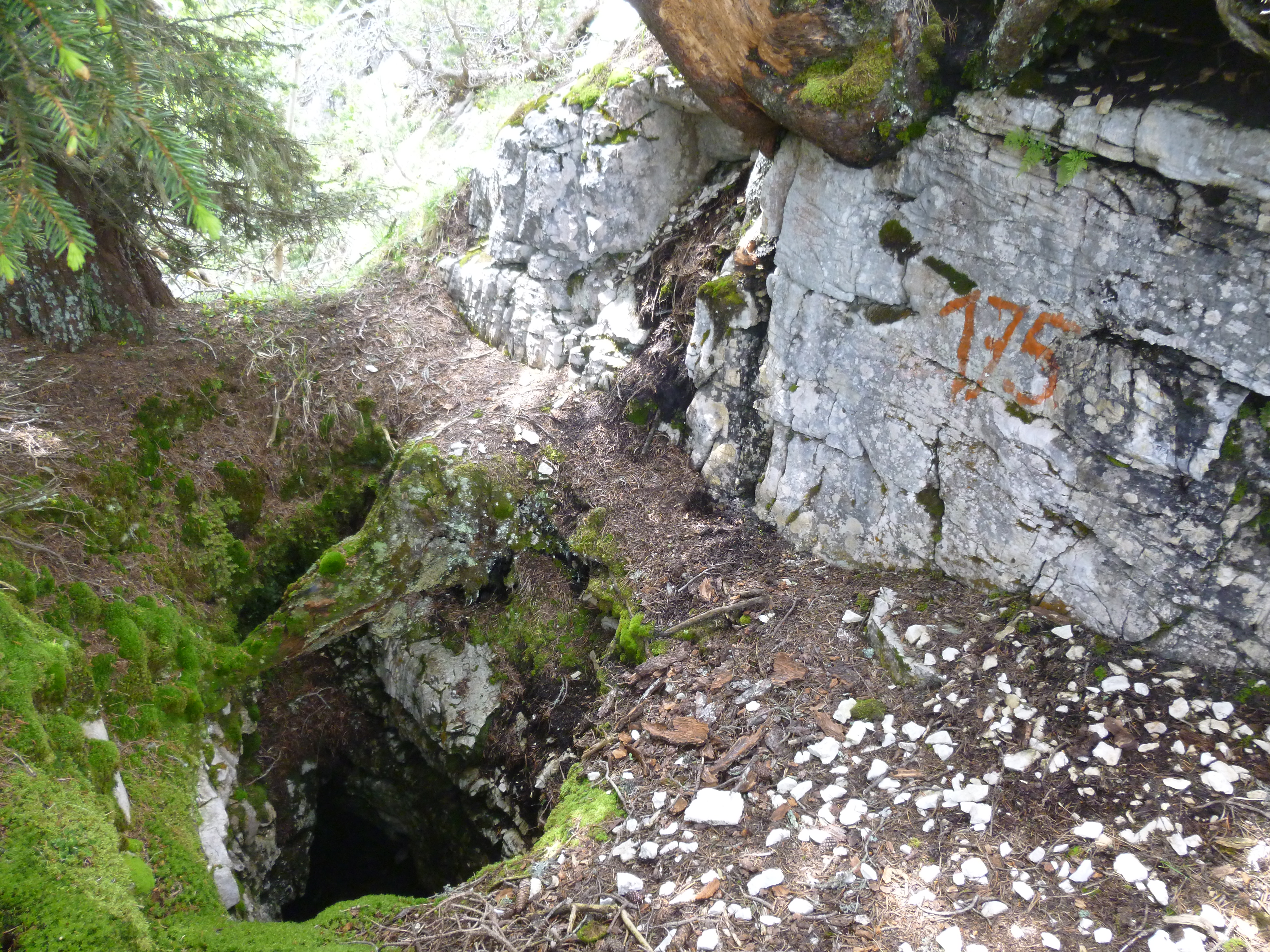
Le golet du Pompier est situé sur le versant ouest du synclinal.
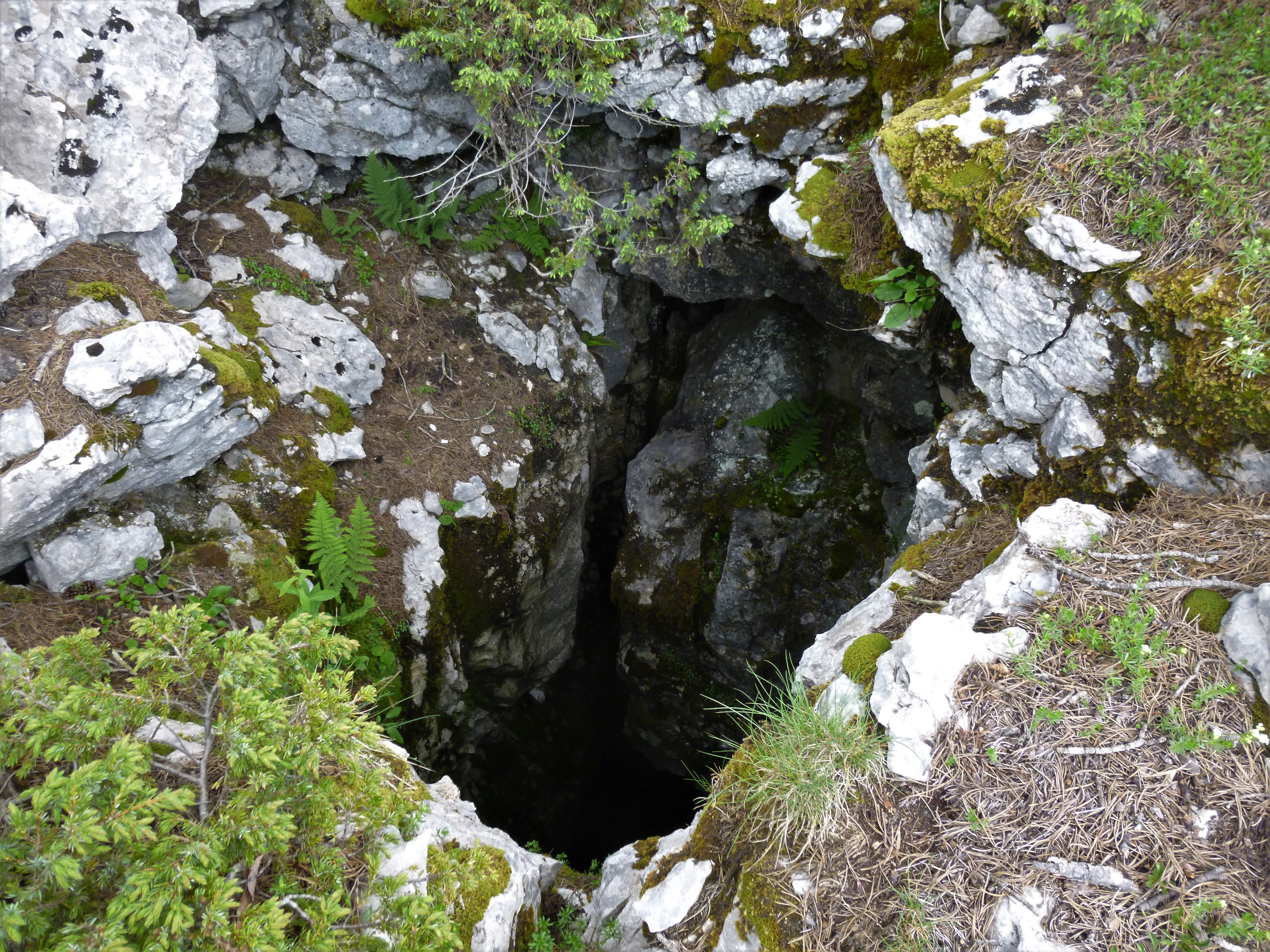
Située sur le lapiaz, l'entrée supérieure du Golet du Pompier est l'un des gouffres les plus hauts (1771m) du réseau.